# Gehölzrandstauden

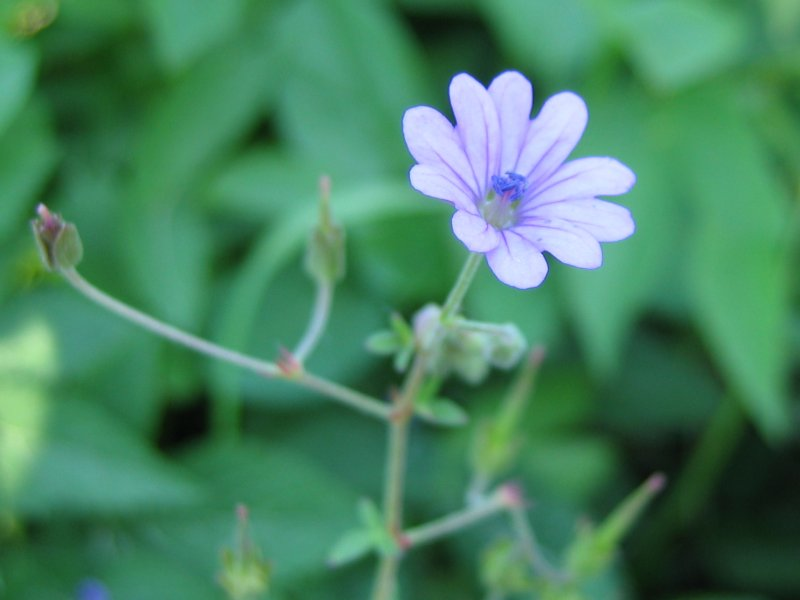
Pyrenäen-Storchschnabel (Geranium pyrenaicum)

Als Gehölzstauden oder auch Waldrand- oder Halbschattenstauden bezeichnet man im Gartenbau die Stauden, die unter natürlichen Bedingungen den offenen Gehölzrand besiedeln. Sie sind an lichtschattige oder wechselschattige Standorte angepasst. Gärtnerisch wird diese Bezeichnung verwendet, um für Staudenbeete, die diese Lebensbedingungen bieten, die geeigneten Pflanzen zu klassifizieren. Nicht immer trennscharf ist die Abgrenzung zu den sogenannten Waldstauden, die noch mehr auf den Schutz von Gehölzen angewiesen sind. Viele Gehölzstauden blühen früh im Jahr und bilden dichte Blatt- und Blütenteppiche aus.
Beispiele:
- Prachtspieren
- Blauroter Steinsame
- Enzianbleiwurz
- Pyrenäen-Storchschnabel